# Nambucca Shire
Nambucca Shire är en kommun i Australien. Den ligger i delstaten New South Wales, i den sydöstra delen av landet, omkring 380 kilometer norr om delstatshuvudstaden Sydney. Antalet invånare var 19 212 vid folkräkningen 2016. Arean är 1 491 kvadratkilometer.
Följande samhällen finns i Nambucca Shire:
- Nambucca
- Nambucca Heads
- Macksville
- Bowraville
- Eungai Creek